# Hrísztosz Terzanídisz
Hrísztosz Terzanídisz (görögül: Χρήστος Τερζανίδης; Kavála, 1945. február 13. –) görög válogatott labdarúgó.

## Pályafutása

### Klubcsapatban
Pályafutását a PAÓK és a Panathinaikósz csapataiban töltötte. A PAÓK színeiben 1968 és 1977 között 237 mérkőzésen lépett pályára és 15 gólt szerzett. A görög bajnokságot 1976-ban, a görög kupát 1972-ben és 1974-ben nyerte meg csapatával.

### A válogatottban
1973 és 1980 között 27 alkalommal szerepelt a görög válogatottban és 1 gólt szerzett. Részt vett az 1980-as Európa-bajnokságon.

## Sikerei
PAÓK
- Görög bajnok (1): 1975–76
- Görög kupa (2): 1971–72, 1973–74

## Külső hivatkozások
- Hrísztosz Terzanídisz adatlapja a National-Football-Teams.com oldalon (angolul)

- Hrísztosz Terzanídisz. eu-football.info